# Chain Moraines
Die Chain Moraines (englisch für Fahrradkettenmoränen) sind Wandermoränen im ostantarktischen Viktorialand. Sie liegen 5 km östlich des Skew Peak am Zusammenfluss des Rim-, des Sprocket- und des Mackay-Gletschers und schließen die Seitenmoränen an der Westflanke des Rim-Gletschers mit ein.
Die Benennung im Jahr 1995 durch das New Zealand Antarctic Place-Names Committee geht auf die Benutzung von Fahrrädern als Transportmittel bei der Erkundung des Gebiets durch die Mannschaft um den neuseeländischen Glaziologen Trevor J. H. Chinn (1937–2018) zwischen 1992 und 1993 zurück.